# Беляши (село)
Беляши (также Джазатор) — село в Кош-Агачском муниципальном районе Республики Алтай. Административный центр Джазаторского сельского поселения. 

## Этимология
Село имеет название Беляши, которое используется в современных официальных документах. Название Джазатор в нескольких вариантах написания употребляется в обиходе достаточно широко.
В трудах О. Т. Молчановой написано следующее:

Белеш (Белееш, Белеши, Беляши) — перевал, населённый пункт Кош-Агачского района; система р. Аргут. Бел см. С., с.26; алт. -еш — аффикс уменьшительный. Белеш — буквально маленькая седловина в горах.

Јасатар (Јазатыр, Јасатыр, Джазатар, Джазатор, Джазатыр, Ясатыр, Ясатер, Джазатър) — река, правый приток Аргута. Кирг. джазы — широкий, просторный, кирг. тӧр — верхняя часть горной долины, цирк.
— О. Т. Молчанова. Топонимический словарь Горного Алтая.

## Физико-географическая характеристика
Село расположено в долине одноимённой реки Джазатор, которую окружают отроги Южно-Чуйского хребта. Высоты варьируются в пределах 1600—1800 м, господствующая над долиной вершина имеет высоту 2202 м. Близ села находится место слияния рек Джазатор и Акалахи, от которых берёт начало река Аргут. В ясную погоду из села на северо-востоке виден пик Иикту, главная вершина Южно-Чуйского хребта (3940 м). На юг от села, за горными хребтами находится знаменитое плато Укок.

## Население
| 2010 | 2011  | 2012  | 2013  | 2014  | 2015  | 2016  |
| ---- | ----- | ----- | ----- | ----- | ----- | ----- |
| 1379 | ↗1384 | ↘1363 | ↘1349 | ↘1339 | ↘1310 | ↘1292 |

Национальный состав
Национальный состав населения[когда?]

: казахи (65 %), теленгиты (30 %), русские (4 %), остальные (1 %).
Согласно результатам переписи 2002 года, в национальной структуре населения казахи составляли 70 % от общей численности населения в 1305 жителей

## Экономика
Основное занятие населения — скотоводство (разведение коз, баранов, коров и лошадей). В окрестностях села расположено множество зимовий и летников, используемых местными жителями во время выпаса скота, в том числе на плато Укок.
В 2007 году в Джазаторе была построена малая гидроэлектростанция на реке Тюни мощностью 630 кВт. ГЭС значительно улучшила электроснабжение села, до её запуска эксплуатировалась дизельная электростанция, а энергию подавали несколько часов в сутки.

## Топографические карты
- Лист карты M-45-XXII Беляши. Масштаб: 1 : 200 000.